# ゴールドブリック
ゴールドブリック（Goldbrick）は、梶山章がANTHEMの森川之雄と組んで2002年にスタートさせたプロジェクト。

## 概要
森川は1987年にANTHEMに加入するや否や、そのパワフルな歌唱で注目を集めた実力派ヴォーカリスト。梶山が森川を知ったのも、彼がまだANTHEMに在籍していた1990年代初期のことで、2人で何かプロジェクトをやろうという話は当時からあったが、それが初めて現実のものとなったのは、1998年のRAINBOWトリビュート・アルバム「虹伝説」だった。自らのバンドPOWERNUDEを率いて活動する森川にとって、RAINBOWの楽曲をカヴァーする「虹伝説」のような企画盤なら参加は可能でも、梶山とオリジナル曲をプレイするようなパーマネントなユニットを結成することは不可能だ…とその時点では思われた。
　一方、梶山は「虹伝説」にゲスト参加したジョー・リン・ターナー（Joe Lynn Turner）と1998年以降、仕事を共にする機会が増え、梶山がジョーに渡した自作曲のデモから数多くの楽曲がジョーのアルバムで用いられたが、ジョーが歌わなかった楽曲を梶山のソロ・アルバムという形でリリースしようという話が2001年に持ち上がった。そのとき、梶山が森川に「自分の曲を歌ってくれないか」と持ち掛けたのが「GOLDBRICK」誕生のきっかけである。
2005年以降、GOLDBRICKとしては活動が停滞していたが、2018年、新たなボーカルとして藤井重樹を迎え3rdアルバム『THE BOUNDARY』をリリース。

## メンバー
第1期
- 森川之雄 - ボーカル （THE POWERNUDE、アンセム）
- 梶山章 - ギター（PRECIOUS、JOE LYNN TURNER）
- 瞬火 - ベース （陰陽座）
- 斗羅 - ドラム （陰陽座）
- 永川敏郎 - キーボード （GERARD、元EARTHSHAKER）

第2期
- 森川之雄 - ボーカル
- 梶山章 - ギター
- 長谷川淳 - ベース（GERARD）
- 藤本健一 - ドラム（GERARD）
- 永川敏郎 - キーボード

第3期
- 藤井重樹 - ボーカル
- 梶山章 - ギター

## ディスコグラフィー

### オリジナルアルバム
- GOLDBRICK (2003)
- GOLDBRICK II (2004)
- THE BOUNDARY (2018)

### ライブアルバム
- LIVE!～GROOVY NIGHTS 2003 (2003)

### DVD
- MAX BODY GROOVE -GOLDBRICK LIVE 2005- (2005)